# Гірнича гідрогеологія
Гірни́ча гідрогеоло́гія (рос.горная гидрогеология, англ. mine hydrogeology, нім. Gebirgshydrogeologie f) — наукова дисципліна, що займається вивченням і прогнозом гідрогеологічних умов при освоєнні родовищ твердих корисних копалин, оцінкою впливу води на техніку і технологію гірничих робіт, якість корисних копалин, розробкою заходів по водозахисту гірничих виробок. 
Є складовою частиною гірничої геології. 
Розвивається на стику гідрогеології і гірничої справи і включає шахтну, кар'єрну і свердловинну гідрогеологію.
Основна мета гірничої гідрогеології — забезпечення ефективних, економічних і безпечних умов ведення гірничих робіт на обводнених родовищах (див. обводненість родовища), а також охорона водних ресурсів.
Гідрогеологічні дослідження на шахтах і кар'єрах та розробка заходів щодо захисту їх від води виконуються із залученням досягнень суміжних наук: геології вугільних, рудних і нерудних родовищ, геотектоніки, гідрогеохімії, гідрології, геофізики, гірничої геомеханіки, технології відкритої, підземної і свердловинної розробки родовищ корисних копалин (свердловинна гірнича технологія).